# ابنزر گرانت
ابنزر گرانت (انگلیسی: Ebenezer Grant؛ 1882 – ۱۹۶۲ (۷۹−۸۰ سال)) بازیکن فوتبال اهل بریتانیا بود.
از باشگاه‌هایی که در آن بازی کرده‌است می‌توان به باشگاه فوتبال پورت ویل اشاره کرد.